# Ozeanienmeisterschaften im Gewichtheben 1998
Die 16. Ozeanienmeisterschaften im Gewichtheben fanden im Jahr 1998 zum zweiten Mal nach 1993 in der Republik Nauru statt, zeitgleich mit den Südpazifikmeisterschaften. Anwesend waren die Präsidenten und Generalsekretäre der International Weightlifting Federation (IWF), der Commonwealth Weightlifting Federation (CWF) und der Oceania Weightlifting Federation (OWF). Die Wettkämpfe wurden in acht Gewichtsklassen der Männer sowie in sieben Gewichtsklassen der Frauen ausgetragen. Die bessere Platzierung erreichte, wer innerhalb einer Klasse die größte Last bewältigte, gezählt wurde dabei in jeder Disziplin der schwerste gelungene Versuch. Für den Zweikampf wurde jeweils der beste Versuch der beiden Einzeldisziplinen gewertet. Sollten mehrere Athleten die gleiche maximale Last gehoben haben, war der nach Körpergewicht leichtere Athlet besser platziert.

## Ergebnisse

### Männer
| Disziplin                               | Gold                             | Gold                             | Silber                           | Silber                           | Bronze                           | Bronze                           |
| Bantamgewicht (Klasse bis 56 kg)        | Bantamgewicht (Klasse bis 56 kg) | Bantamgewicht (Klasse bis 56 kg) | Bantamgewicht (Klasse bis 56 kg) | Bantamgewicht (Klasse bis 56 kg) | Bantamgewicht (Klasse bis 56 kg) | Bantamgewicht (Klasse bis 56 kg) |
| --------------------------------------- | -------------------------------- | -------------------------------- | -------------------------------- | -------------------------------- | -------------------------------- | -------------------------------- |
| Zweikampf                               | Johnny Nguyen                    | 242,5 kg                         |                                  |                                  |                                  |                                  |
| Federgewicht (Klasse bis 62 kg)         |                                  |                                  |                                  |                                  |                                  |                                  |
| Zweikampf                               | Marcus Stephen                   | 282,5 kg                         |                                  |                                  |                                  |                                  |
| Leichtgewicht (Klasse bis 69 kg)        |                                  |                                  |                                  |                                  |                                  |                                  |
| Zweikampf                               | Duncan Van Rooyen                | 267,5 kg                         |                                  |                                  |                                  |                                  |
| Mittelgewicht (Klasse bis 77 kg)        |                                  |                                  |                                  |                                  |                                  |                                  |
| Zweikampf                               | Ofisa Ofisa                      | 300 kg                           |                                  |                                  |                                  |                                  |
| Halbschwergewicht (Klasse bis 85 kg)    |                                  |                                  |                                  |                                  |                                  |                                  |
| Zweikampf                               | Phillip Christou                 | 320 kg                           |                                  |                                  |                                  |                                  |
| Mittelschwergewicht (Klasse bis 94 kg)  |                                  |                                  |                                  |                                  |                                  |                                  |
| Zweikampf                               | Kiril Kounev                     | 367,5 kg                         |                                  |                                  |                                  |                                  |
| Schwergewicht (Klasse bis 105 kg)       |                                  |                                  |                                  |                                  |                                  |                                  |
| Zweikampf                               | Nigel Avery                      | 337,5 kg                         |                                  |                                  |                                  |                                  |
| Superschwergewicht (Klasse über 105 kg) |                                  |                                  |                                  |                                  |                                  |                                  |
| Zweikampf                               | Darren Liddel                    | 352,5 kg                         |                                  |                                  |                                  |                                  |

### Frauen
| Disziplin                              | Gold                              | Gold                              | Silber                            | Silber                            | Bronze                            | Bronze                            |
| Fliegengewicht (Klasse bis 48 kg)      | Fliegengewicht (Klasse bis 48 kg) | Fliegengewicht (Klasse bis 48 kg) | Fliegengewicht (Klasse bis 48 kg) | Fliegengewicht (Klasse bis 48 kg) | Fliegengewicht (Klasse bis 48 kg) | Fliegengewicht (Klasse bis 48 kg) |
| -------------------------------------- | --------------------------------- | --------------------------------- | --------------------------------- | --------------------------------- | --------------------------------- | --------------------------------- |
| Zweikampf                              | Amanda Inman                      | 125 kg                            |                                   |                                   |                                   |                                   |
| Bantamgewicht (Klasse bis 53 kg)       |                                   |                                   |                                   |                                   |                                   |                                   |
| Zweikampf                              | Tyoni Batsiua                     | 155 kg                            |                                   |                                   |                                   |                                   |
| Federgewicht (Klasse bis 58 kg)        |                                   |                                   |                                   |                                   |                                   |                                   |
| Zweikampf                              | Nita Uera                         | 155 kg                            |                                   |                                   |                                   |                                   |
| Leichtgewicht (Klasse bis 63 kg)       |                                   |                                   |                                   |                                   |                                   |                                   |
| Zweikampf                              | Michelle Randall                  | 187,5 kg                          |                                   |                                   |                                   |                                   |
| Mittelgewicht (Klasse bis 69 kg)       |                                   |                                   |                                   |                                   |                                   |                                   |
| Zweikampf                              | Suzanne Ingram                    | 177,5 kg                          |                                   |                                   |                                   |                                   |
| Schwergewicht (Klasse bis 75 kg)       |                                   |                                   |                                   |                                   |                                   |                                   |
| Zweikampf                              | Caroline Pileggi                  | 180 kg                            |                                   |                                   |                                   |                                   |
| Superschwergewicht (Klasse über 75 kg) |                                   |                                   |                                   |                                   |                                   |                                   |
| Zweikampf                              | Olivia Baker                      | 205 kg                            |                                   |                                   |                                   |                                   |

### Medaillenspiegel
| Rang | Nation            | Gold | Silber | Bronze | Gesamt |
| ---- | ----------------- | ---- | ------ | ------ | ------ |
| 1.   | Australien        | 8    | 0      | 0      | 8      |
| 2.   | Nauru (Gastgeber) | 3    | 0      | 0      | 3      |
| 2.   | Neuseeland        | 3    | 0      | 0      | 3      |
| 4.   | Samoa             | 1    | 0      | 0      | 1      |